# 13358 Revelle
13358 Revelle è un asteroide della fascia principale. Scoperto nel 1998, presenta un'orbita caratterizzata da un semiasse maggiore pari a 2,6629893 UA e da un'eccentricità di 0,1154384, inclinata di 12,76327° rispetto all'eclittica.